# Оттер-Крік (округ Данн, Вісконсин)
Оттер-Крік (англ. Otter Creek) — місто (англ. town) в США, в окрузі Данн штату Вісконсин. Населення — 498 осіб (2020).

## Демографія
Згідно з переписом 2010 року, у місті мешкала 501 особа в 195 домогосподарствах у складі 149 родин. Було 216 помешкань
Расовий склад населення:
| - 95,8 % — білих - 0,6 % — корінних американців - 0,6 % — азіатів - 2,4 % — осіб інших рас |

До двох чи більше рас належало 0,6 %. Частка іспаномовних становила 3,4 % від усіх жителів.
За віковим діапазоном населення розподілялося таким чином: 24,6 % — особи молодші 18 років, 64,4 % — особи у віці 18—64 років, 11,0 % — особи у віці 65 років та старші. Медіана віку мешканця становила 41,2 року. На 100 осіб жіночої статі у місті припадало 115,9 чоловіків;  на 100 жінок у віці від 18 років та старших — 113,6 чоловіків також старших 18 років.
Середній дохід на одне домашнє господарство  становив 68 007 доларів США (медіана — 62 404), а середній дохід на одну сім'ю — 72 814 долари (медіана — 72 708). Медіана доходів становила 42 083 долари для чоловіків та 36 719 доларів для жінок. За межею бідності перебувало 3,2 % осіб, у тому числі 0,0 % дітей у віці до 18 років та 5,3 % осіб у віці 65 років та старших.
Цивільне працевлаштоване населення становило 235 осіб. Основні галузі зайнятості: освіта, охорона здоров'я та соціальна допомога — 19,1 %, роздрібна торгівля — 16,6 %, виробництво — 16,6 %.